# Jesahel/King's Road
Jesahel/King's Road è il secondo singolo dei Delirium, pubblicato nel febbraio del 1972.

## Descrizione
Il gruppo presentò Jesahel al Festival di Sanremo, avendo grande successo . La base musicale di Jesahel è presente sui titoli di testa del film Scansati... a Trinità arriva Eldorado di Aristide Massaccesi. Nel 1972 Shirley Bassey ne esegue una cover in inglese, con testo di Brian Keith e titolo ortograficamente modificato Jezahel, per l'album And I Love You So. Questa versione viene usata nella traccia Harder Than You Think dei Public Enemy come un campionamento, senza citare gli autori originali Ivano Fossati e Oscar Prudente: per questo motivo a novembre 2023 è iniziata una causa legale contro i Public Enemy da parte degli autori e della Universal Records.
King's Road è invece un brano strumentale.

## Tracce

### Lato A
1. Jesahel - 4:07 (Ivano Fossati, Oscar Prudente)

### Lato B
1. King's Road - 4:40 (Mario Magenta)

## Formazione
- Ivano Fossati - voce, flauto
- Mimmo Di Martino - chitarra acustica
- Ettore Vigo - tastiere
- Marcello Reale - basso
- Peppino Di Santo - batteria